# Пасо Колмурано Норд (Мачерата)
Пасо Колмурано Норд (итал. Passo Colmurano Nord) насеље је у Италији у округу Мачерата, региону Марке.
Према процени из 2011. у насељу је живело 30 становника. Насеље се налази на надморској висини од 263 м.